# Isopterygium plumicaule
Isopterygium plumicaule là một loài Rêu trong họ Hypnaceae. Loài này được (Müll. Hal.) W.R. Buck mô tả khoa học đầu tiên năm 1987.